# Friuli Aquileia Rosso
Il Friuli Aquileia Rosso è un vino DOC la cui produzione è consentita nella provincia di Udine.

## Caratteristiche organolettiche
- colore: rosso rubino tendente al granato se invecchiato.
- odore: vinoso, intenso, fine
- sapore: asciutto, morbido

## Produzione
Provincia, stagione, volume in ettolitri
- nessun dato disponibile